# Починок-Чечулин
Починок-Чечулин — деревня в Любимском районе Ярославской области России.
С точки зрения административно-территориального устройства входит в состав Любимского сельского округа. С точки зрения муниципального устройства входит в состав городского поселения Любим (городское поселение).

## География
Находится в пределах центральной части Московской синеклизы Восточно-Европейской (Русской) платформы, на правом берегу реки Обнора в месте пересечения её региональной дорогой 78К0014 «Пречистое — Буй».

### Климат
Климат характеризуется как умеренно-континентального климата с умеренно-теплым влажным летом, умеренно-холодной зимой и ярко выраженными сезонами весны и осени. Среднегодовая температура — +3,2 °C. Средняя температура самого тёплого месяца (июля) — +18,2°С; самого холодного месяца (января) — −11,7 °C. Абсолютный максимум температуры — +34°С; абсолютный минимум температуры — −35°С.

## Население
| 2007 | 2010 |
| ---- | ---- |
| 0    | →0   |